# كورتيس مكدونالد
كورتيس مكدونالد (بالإنجليزية: Curtis McDonald)‏ (24 مارس 1988 بكارديف في المملكة المتحدة - ) هو لاعب كرة قدم ويلزي في مركز الدفاع. شارك مع منتخب ويلز تحت 17 سنة لكرة القدم ومنتخب ويلز تحت 19 سنة لكرة القدم ومنتخب ويلز تحت 21 سنة لكرة القدم. أما مع النوادي، فقد لعب مع فوريست غرين وكارديف سيتي ونادي أكرينغتون ستانلي ونيوبورت كونتي وWales national semi-professional football team ‏ وBrackley Town F.C. ‏ وŚwit Nowy Dwór Mazowiecki ‏ وCarmarthen Town A.F.C. ‏.

## وصلات خارجية
- كورتيس مكدونالد على موقع قاعدة بيانات كرة القدم.إي يو (الإنجليزية)
- كورتيس مكدونالد على موقع Soccerbase.com (لاعب) (الإنجليزية)